# Dénomination systématique d'un élément chimique
La dénomination systématique des éléments chimiques est une règle de dénomination des éléments transfermiens, c'est-à-dire des éléments chimiques de numéro atomique Z supérieur à celui du fermium (Z = 100). Le nom et le symbole de chacun de ces éléments sont construits de façon systématique à partir de l'expression décimale de son numéro atomique.
La dénomination systématique est utilisée à titre provisoire pour les éléments non encore synthétisés et pour les éléments nouvellement synthétisés mais dont la synthèse n'a pas encore été confirmée par l'Union internationale de chimie pure et appliquée (UICPA). Après confirmation, l'UICPA attribue à l'élément un nom et un symbole officiels et définitifs.

## Histoire
L'instauration d'une dénomination systématique des nouveaux éléments chimiques est la conséquence de controverses multiples concernant la dénomination des éléments découverts entre 1801 et 1907 (en) (Z = 23, 41, 70, 71 et 74), puis celle des éléments découverts à partir de 1957 (Z ≥ 102).

## Règles de dénomination
| Chiffre | Racine | Symbole |
| ------- | ------ | ------- |
| 0       | nil    | n       |
| 1       | un     | u       |
| 2       | b(i)   | b       |
| 3       | tr(i)  | t       |
| 4       | quad   | q       |
| 5       | pent   | p       |
| 6       | hex    | h       |
| 7       | sept   | s       |
| 8       | oct    | o       |
| 9       | en(n)  | e       |

Le nom temporaire est dérivé systématiquement du numéro atomique de l'élément. Chaque chiffre est traduit en une « racine numérique » en accord avec la table ci-contre. Les racines sont concaténées et le nom complet est terminé par -ium. Plusieurs de ces racines sont latines et d'autres grecques, la raison de ces origines différentes est d'éviter 2 racines commençant par la même lettre. Il y a cependant 2 règles sandhi pour éviter certains noms trop "barbares".
- Si bi ou tri est suivi de la fin ium (par exemple si le dernier chiffre est 2 ou 3), le résultat sera '-bium' ou '-trium' et non 'biium' ou '-triium'.
- Si enn est suivi par nil (par exemple pour la séquence -90-), le résultat est '-ennil-' et non -'ennnil-'.

Le symbole est systématiquement formé par la première lettre de chaque racine utilisée.
Tous les éléments ayant un numéro atomique au-dessous de 118 (inclus) ont un nom et un symbole transuranien permanent, il est donc recommandé d'utiliser la dénomination systématique seulement pour les éléments ayant un numéro atomique de 113 ou plus. En pratique, ces éléments sont juste nommés par leur symbole.
| Numéro | Racines numériques   | Nom         | Symbole |
| ------ | -------------------- | ----------- | ------- |
| 119    | un + un + enn + ium  | ununennium  | Uue     |
| 123    | un + bi + tr + ium   | unbitrium   | Ubt     |
| 208    | bi + nil + oct + ium | biniloctium | Bno     |

Note : Ces exemples montrent des éléments conjecturés. À ce jour (20 septembre 2023), l'oganesson (élément 118) reste l'élément ayant le plus grand numéro atomique dont l'existence a été prouvée.